# Hector Boece

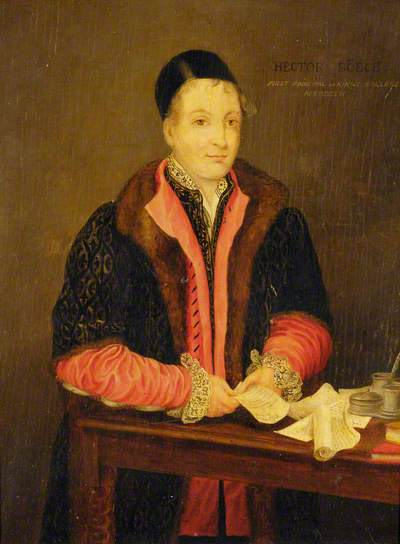
Hector Boece

Hector Boece (Hector Boetius – Boethios – Boethius) (* 1465 in Dundee, Schottland; † 1536 in Aberdeen) war ein schottischer Gelehrter und Historiker.

## Leben
Boece hatte an der noch relativ jungen University of St Andrews studiert und wechselte später nach Paris, wo er an der Universität Paris studierte. In Paris befreundete sich Boece mit Persönlichkeiten wie Erasmus von Rotterdam und dem Leiter des Collège de Montaigu, Jan Standonck. 1497 wurde Boece zum Professor für Philosophie berufen.
In Paris war Boece Teil einer Gruppe schottischer Gelehrter. Neben George Lokert (ca. 1485 bis 1457), Robert Galbraight (ca. 1483 bis 1544) und William Manderston (ca. 1485 bis 1552) wird er dem Kreis um John Major zugeordnet.:5 Er lernte diese in Paris kennen und kehrte wie diese nach Schottland zurück, um dort wichtige Positionen in Gesellschaft und Bildung zu übernehmen.:5
Boece verließ Paris 1500, um in Aberdeen als Rektor des neu gegründeten King’s College anzutreten, dass mit Finanzierung und Unterstützung von Bischof Wilhelm Elphinstone und einer päpstlichen Bulle von Papst Alexander IV. eröffnet wurde. Die Universität wurde nach den Vorbildern von Paris und Orléans aufgebaut und ab 1505 wurden regelmäßige Vorlesungen gehalten. Boece wurde Leiter („Principal“) der Universität und erster Professor für Moralphilosophie. Der Lehrstuhl findet heute seine Fortführung im Regius-Chair of Moral Philosophy. Daneben unterrichtete Boece auch Theologie und, ungewöhnlich für einen Philosophen, Medizin.
Er schrieb die Geschichte Schottlands, die 1527 in 17 Büchern erschien. Dabei handelte es sich erst um die zweite Geschichtsniederlegung nach John Majors in St. Andrews geschriebener Geschichte. Boeces Geschichte wurde ins Französische übersetzt und wurde in Europa weit verbreitet. Aus moderner Sicht ist die Geschichte oberflächlich und in vieler Hinsicht unzureichend.  Die Übersetzung der Bücher diente William Shakespeare als Vorlage für dessen Tragödie des Macbeth. In der Universalen Weltgeschichte des spanischen Mönchs Juan de Pineda (monarchia ecclesiastica o historia universal del mundo) in der Ausgabe von 1606, wird mehrmals auf Hector Boethios Bezug genommen. In dieser Weltgeschichte, im 27. Buch, Kapitel XVII, berichtet Juan de Pineda, dass Boetius die Geburt Jesu Christi in das 10. Regierungsjahr des schottischen Königs Metelano festlegt. Juan de Pineda betrachtet dieses als Irrtum, da Jesus nach dieser Berechnung sieben Jahre vor der christlich-katholischen Berechnung geboren wurde.
Boece blieb in Aberdeen, wo er 1536 im Alter von 71 Jahren verstarb.

## Bibliografie
- 1522: Vitae Episcoporum Murthlacensium et Aberdonensium (Leben der Bischöfe von Murthlacum und Aberdeen)
- 1527: Historia Gentis Scotorum (Geschichte des schottischen Volkes)